# Susan Backlinie
Susan Backlinie (ur. 1 września 1946 w Ventura, zm. 11 maja 2024 tamże) – amerykańska aktorka filmowa i kaskaderka.

## Filmografia
- 1976: A Stranger in My Forest
- 1975: Szczęki jako Christine „Chrissie” Watkins
- 1979: 1941 jako Polar Bear Woman